# Bowlerhat
En bowlerhat eller en bowler er en rundagtig hat af stiv filt. Den blev lavet til Edward Coke i 1849.
Bowlerhatten forbindes traditionelt også med slagterfaget, og i flere slagterforretninger bærer de ansatte denne type hat. Dette er bl.a. tilfældet for Slagteren ved Kultorvet i København, der er blandt landets ældste slagtere.
I Danmark er bowlerhatten kendt fra Ove Sprogøes karakter Egon Olsen fra Olsen-banden-filmene.

## Historie
Bowlerhatten blev opfundet i 1849 af de londonianske hattemagere Thomas og William Bowler efter ordre fra fra hattefirmaet Lock & Co., der var blevet bedt om at designe en tætsiddende, lav hat til beskyttelse af hovedet hos kundens ansatte fra lavthængende grene. Hidtil havde ansatte på landsteder båret høje hatte, der let røg af og blev beskadiget. Den nye hat skulle også beskytte mod angreb fra krybskytter. Ifølge de fleste kilder blev hatten bestilt af William Coke, en nevø til Den Første jarl af Leicester, men nylige undersøgelser har skabt tvivl om dette, og det menes nu, at kunden i stedet var Edward Coke, den yngre bror til Den Anden jarl af Leicester.
Da Coke ankom til London d. 17. december 1849 for at afhente den bestilte vare, skal han have testet den ved at placere den på gulvet og stampet hårdt på den to gange. Hatten bestod og Coke betalte 12 shillings. Som det var typisk for Lock & Co. blev hatten navngivet "Coke" efter kunden. Dette er den mest sandsynlige grund til, at den blev kendt som "Billy Coke" og "Billycock" hat i Norfolk.
Visse kvinder i Peru og Bolivia har også båret bowlerhatte, lokalt kendt som "bombin", siden tyverne, siden britiske jernbanearbejdere bragte hatten til Bolivia. I mange år stod Italien for produktionen af hattene, men i dag laves de i Bolivia.
En bowlerhat er logoet for den britiske bank Bradford & Bingley.

## Notable brugere
Virkelige personer
- Boy George bare ofte bowlerhat i 1980'erne.[9]
- Den hollandske DJ og musikproducer Dr. Peacock er kendt for at gå med bowlerhat.
- Edward Coke, som den første bowlerhat blev designet til.[1]
- Gøg og Gokke var kendt for at bære bowlerhatte.[10]
- John Bonham, trommeslager for Led Zeppelin, bar ofte bowlerhat.[11]
- Michael Yagoobian, commonly known as the "Bowler Hat Guy", secondary antagonist of the movie Meet the Robinsons, is named for his choice of hat.
- Lou Costello fra Abbott and Costello bar ofte en bowlerhat.
- Plug Uglies, en amerikansk bande fra 1800-tallet bar bowlerhatte stoppet med stof til at beskytte deres hoveder under slåskampe.[12]
- Winston Churchill, britisk premierminister under anden verdenskrig og efterfølgende år.

I populærkulturen
- Protagonisten Alex i filmen A Clockwork Orange bærer en bowlerhat.[13]
- Andy Anderbilt fra Anders And-universet bærer en bowlerhat, som han spiser hver gang han bliver besejret af Joakim von And.
- Bing Crosby bar en bowlerhat i filmen Road to Utopia (1946).[14]
- Charlie Chaplin bar en bowlerhat med sin jaket som en del af sin rolle i The Tramp (1915).[15]
- Timothy "Dum Dum" Dugan, der er officer hos S.H.I.E.L.D. under Nick Fury bærer bowlerhat i Marvel Comics
- I Tintins oplevelser bærer både Dupond og Dupont og professor Tournesol bowlerhat. Sidstnævnte har en grøn hat, mens Dupond og Dupont har klassiske sorte hatte.
- Egon Olsen fra Olsen-banden-filmene bærer altid en grå bowlerhat.
- Gækkeren, der er skurk i Batman-universet bærer en bowler.[16]
- J. Wellington Wimpy fra Skipper Skræk-universiet bærer en bowlerhat.
- John Steed i tv-serien The Avengers bar en række forskellige bowlerhatte i løbet af serien.[17]
- Mr. Banks i filmen Mary Poppins (1964) bærer bowlerhat
- Oddjob, Auric Goldfingers tjener, bruger sin bowlerhat med en skarp kandt som våben i James Bond-filmen Goldfinger (1964).[18]
- Matthew " Stymie " Beard i komediefilmene Our Gang bærer altid bowlerhat
- I Tom og Jerry-episoden "Jerry’s Cousin" (1951) bærer Jerrys fætter, Muscles, en bowlerhat.